# Getal van Galilei
Het getal van Galilei {\displaystyle \mathrm {Ga} } is een dimensieloos getal dat de verhouding tussen kracht ten gevolge van gravitatie en viskeuze kracht weergeeft. Het getal wordt gebruikt om het circulatiegedrag van viskeuze vloeistoffen te beschrijven. Het is gedefinieerd als:
{\displaystyle \mathrm {Ga} ={\frac {g\rho ^{2}L^{3}}{\eta ^{2}}}}
Daarin is:
{\displaystyle g} de gravitatie- of veldsterkte [m s−2]
{\displaystyle \rho } de dichtheid [kg m−3]
{\displaystyle L} de  karakteristieke lengte (= diameter in het geval druppel/bel) [m]
{\displaystyle \eta } de dynamische viscositeit [kg m−1 s−1]
Het getal is genoemd naar Galileo Galilei (1564-1642), een Italiaanse natuurkundige en filosoof.
Archimedes ·
Atwood ·
Bagnold ·
Bejan ·
Biot ·
Bond ·
Brinkman ·
capillair getal ·
Cauchy ·
Damköhler ·
Darcy ·
Dean ·
Deborah ·
Eckert ·
Ekman ·
Eötvös ·
Euler ·
Froude ·
Galilei ·
Graetz ·
Grashof ·
Görtler ·
Hagen ·
Iribarren ·
Keulegan-Carpenter ·
Knudsen ·
Laplace ·
Lewis ·
Mach ·
Marangoni ·
Morton ·
Nusselt ·
Ohnesorge ·
Péclet ·
Prandtl ·
Rayleigh ·
Reynolds ·
Richardson ·
Roshko ·
Rossby ·
Rouse ·
Schmidt ·
Sherwood ·
Shields ·
Stanton ·
Stokes ·
Strouhal ·
Stuart ·
Suratman ·
Taylor ·
Ursell ·
Weber ·
Weissenberg ·
Womersley